# Carex ophiolithica
Carex ophiolithica är en halvgräsart som beskrevs av Peter B. Heenan och De Lange. Carex ophiolithica ingår i släktet starrar, och familjen halvgräs. Inga underarter finns listade i Catalogue of Life.